# القاهرة (رصد)

تعديل مصدري - تعديل

القاهرة هي إحدى قرى عزلة القارة بمديرية رصد التابعة لمحافظة أبين، بلغ تعداد سكانها 97 نسمة حسب تعداد اليمن لعام 2004.